# Kókaku

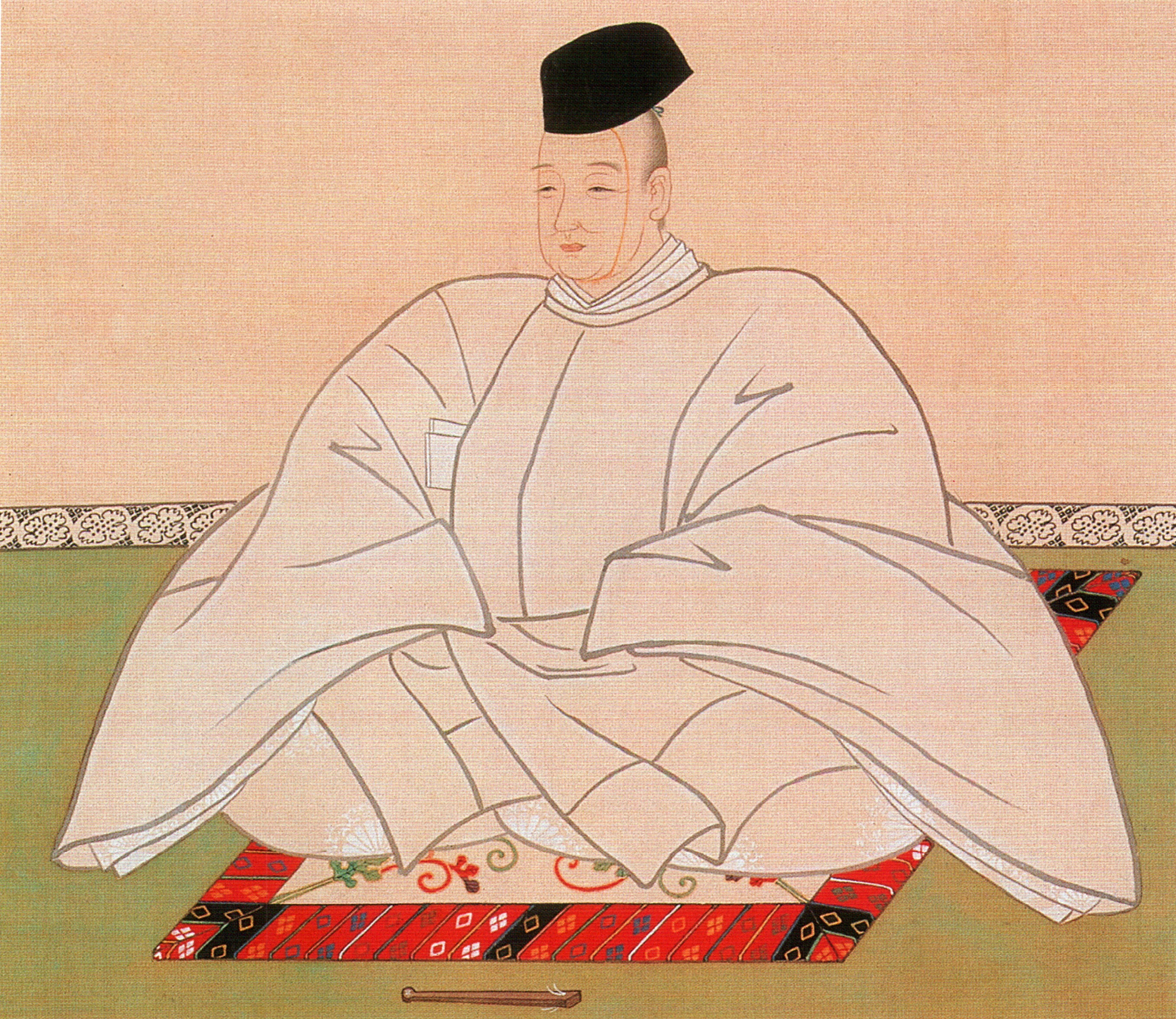
Císař Kókaku

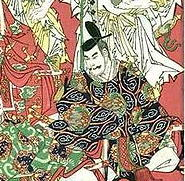
Císař Kókaku

Kókaku (光格天皇; Kókaku, posmrtné jméno; za života: 師仁 Morohito, později 兼仁 Tomohito; 23. září 1771 – 11. prosince 1840) byl 119. japonským císařem. Vládl od 1. ledna 1780 do 1. května 1817, potom se vzdal Chryzantémového trůnu ve prospěch svého 4. syna Ajahita.

## Biografie
Protože jeho předchůdce, císař Go-Momozono byl těžce nemocný (zemřel ve věku 21 let) a měl pouze jednu dceru, Jošiko, na smrtelném lůžku jej spěšně adoptoval. Tomohito (兼仁) pocházel z paralelní císařské větve Kan'inů, se svým předchůdcem a adoptivním otcem císařem Go-Momozono měli společného předka Higašijamu. Do spěšné adopce se předpokládalo, že se stane knězem v šintoistickém chrámu Šógoin (聖護院) v Kjótu.
Stal se tak vlastně zakladatelem současné císařské genealogické linie, neboť od něj všichni další císařové až po nynějšího Naruhita jsou přímými potomky v mužské linii.

## Éry za vlády císaře Kókakua
- An'ei (安永) (1772–1781)
- Temmei (天明) (1781–1789)
- Kansei (寛政) (1789–1801)
- Kjówa (享和) (1801–1804)
- Bunka (弘化) (1804–1818)